# Стерджен-Бей
Стерджен-Бей (англ. Sturgeon Bay) — город на севере США (сити), административный центр округа Дор в штате Висконсин. Наиболее крупный по численности населения город этого округа. 

## География

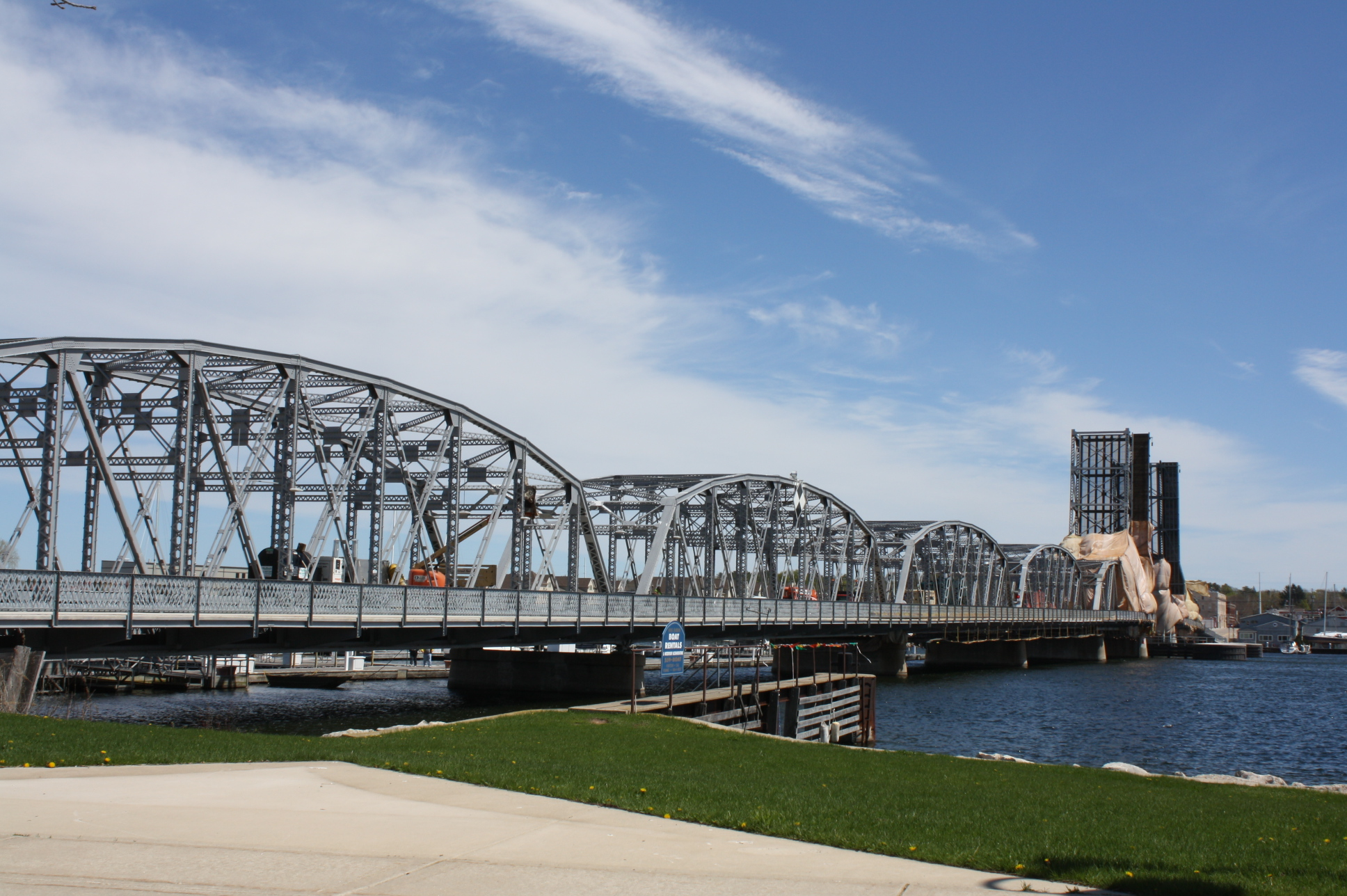
Мост Стерджен-Бей-бридж

Стерджен Бей на карте округа Дор

Город Стерджен-Бей расположен на полуострове Дор, который отделяет бухту Грин Бей озера Мичиган от собственно озера Мичиган. Через город проложен судоходный канал Стерджен-Бей, фактически разделяющий город на 2 части, благодаря чему северная часть полуострова превращена в остров. Ближайшими городами являются Грин-Бей в 65 километрах юго-западнее, Эпплтон в 110 километрах юго-западнее от него. Столица штата, Мэдисон, находится в 280 километрах на юго-запад, а Чикаго в 350 километрах южнее. 
Через город также проходят шоссе (Highway 42 и Highway 57) штата Висконсин, проложенные через мост над городом в северо-восточном направлении (Sturgeon Bay Bridge). Через город также проходит железнодорожная линия. В 80 километрах к юго-западу от города находится аэропорт «Остин Штраубель интернешнл».

## История
Первое здание было здесь возведено первопоселенцами в 1835 году. В период с 1872 по 1881 год строится судоходный «канал Стерджен-Бей», значительно сокративший путь между Грин-Бей и районом города Чикаго. 

## Население
Согласно данным за 2010 году,в городе Стерджен-Бей проживало 9.144 человека в общей сложности в 4.288 семейных хозяйствах. Плотность населения составляла 367,2 человека на кв. километр, и 2,07 человек из расчёта на одну семью. В расовом отношении это были 95,1% белые, 1% негры, 0,9% индейцы, 0,6% выходцы из стран Азии, 1% - прочие, и 1,4% жителей были лицами смешанного происхождения. Крое этого, 2,7% жителей идентифицировали себя как лица испанского или латино-американского происхождения. 
Лица старше 65 лет составляли 19,2% населения, в возрасте до 18 лет - 19,8%. Женщин в Стреджен-Бей было 51,9% от общего числа жителей. 
Средний годовой семейный доход жителей города составлял 44.621 доллар США, или на жителя - 28ю183 доллара. Ниже уровня бедности находилось 14,5% населения Стреджен-Бей. 

## Дополнения
- Веб-сайт города
- Торговая палата Стерджен-Бей